# Henrique de Andrea
Henrique de Andrea (Lisboa, 1711 — Lisboa, 1771) foi um religioso e académico português.

## Biografia
Filho de Giovanni Filippo de Andrea ou João Filipe de Andrea (Génova, San Pietro in Banchi, 24 de Agosto de 1672, bap. 29 - ?), Italiano descendente duma das principais famílias de Génova, que passou a Portugal nos últimos anos do século XVII ou princípios do século XVIII, e estabeleceu em Lisboa uma das principais casas de negócios desta corte, segundo consta do Processo de Habilitação de seu sobrinho-neto materno José Joaquim Soares de Andrea para Cavaleiro Professo da Ordem de Cristo, e de sua mulher (Lisboa, São Paulo, 1705) Maria Dias (? - a. 1737) e irmão mais velho de João de Andrea.
Foi Doutor em Cânones e Leis pela Universidade de Roma "La Sapienza", em Português Universidade da Sapiência, em Roma, nos Estados Pontifícios, e foi Arcediago de Fonte Arcada, Beneficiado de Santo Estêvão de Alenquer e de Santo André de Mafra e Membro da Academia dos Árcades e da Academia dos Infecundos de Roma, etc.
Na tenra idade de nove annos passou a Italia aprendendo letras humanas, e filosofia, recebeu o grao de Mestre nesta Faculdade da qual dedicou humas conclusões ao Sereníssimo Senhor Infante D. Manuel assistente naquelle tempo na Cidade de Genova. / Admitido na Academia dos Arcades com o nome de Irmiride havendo girado pelas principais cidades de Italia chegou a esta Corte no anno de 1730 e se aplicou ao estudo da Sagrada Theologia em a congregação do Oratorio. / Segunda vez deixou a patria, e cultivando na Sapiciencia de Roma num e outro direito recebeo em ambos as insignias doutoraes em 1737. / Sendo Alumno da Academia dos Infecundos ai distinguio o seu talento em varias obras poeticas, assim latinas, como Italianas, que se fizerão publicas com as outras da mesma Academia. Restituido a Portugal, foy provido em o Arcediagado da Fonte Arcada, que vagara por morte de seu irmão João de Andréa, de quem em seu lugar se fará distinta lembrança. Por ordem do Mestre do Sacro Palacio recitou em a Capella Pontificia na presença da Santidade de Clemente XII. / De Gloriosissima Christi Ascencione Oratio habita in Sacello Pontificio ad Clementem XII Pont. Max. Romae apud Typ. Vatican. 1734 - 4.º. (Diogo Barbosa Machado, Bibliotheca Luzitana, Vol. II, p. 442).
Traduziu do italiano a obra de Jacoppo ou Giacomo Cavalli, conhecido em Portugal como Jácome Cavalli, intitulada: A verdadeira Fé Triunphante. Explicação do Mysterio da Santissima Trindade. Disputa entre hum hebreo e hum christão. A tradução foi impressa e publicada em Lisboa, na Oficina Patriarcal de tipografia de Francisco Luís Ameno, no ano de 1751, e dedicada a El-Rei D. José I de Portugal.